# Eve March
Pour les articles homonymes, voir March.
Eve March est une actrice américaine née le 27 septembre 1910 à Fresno, en Californie et morte le 19 septembre 1974 à Hollywood, en Californie (États-Unis).

## Filmographie partielle

### Cinéma
- 1941 : Qu'elle était verte ma vallée (How Green Was My Valley) de John Ford
- 1943 : La Septième Victime (The Seventh Victim) de Mark Robson
- 1944 : La Malédiction des hommes-chats (The Curse of the cat people) de Robert Wise et Gunther von Fritsch
- 1945 : Les Sacrifiés (They Were Expendable) de John Ford et Robert Montgomery
- 1947 : Peter Ibbetson a raison (The Guilt of Janet Ames) de Henry Levin
- 1947 : Mac Coy aux poings d'or (Killer McCoy) de Roy Rowland
- 1948 : Pénitencier du Colorado (Canon City) de Crane Wilbur
- 1948 : Jeanne d'Arc (Joan of Arc) de Victor Fleming
- 1949 : Streets of San Francisco de George Blair
- 1949 : Madame porte la culotte (Adam's Rib) de George Cukor
- 1951 : Agence Cupidon (The Model and the Marriage Broker) de George Cukor
- 1953 : Le soleil brille pour tout le monde (The Sun Shines Bright) de John Ford
- 1953 : L'Équipée sauvage (The Wild One) de László Benedek
- 1956 : Derrière le miroir (Bigger Than Life) de Nicholas Ray
- 1958 : La Dernière Fanfare (The Last Hurrah) de John Ford

### Séries télévisées
- 1961 : Perry Mason